# Jordan Raskopoulos
Jordan Nicola Bridget Raskopoulos (25 januari 1982) is een Australische comédienne, actrice en zangeres het meest bekend vanwege haar rol als schrijver en speler in de comedy show The Ronnie Johns Half Hour en als zangeres van de comedy-rockband The Axis of Awesome. Haar vader is een voormalig voetballer Peter Raskopoulos, en haar broer is Steen Raskopoulos, ook een komiek.